# L'Âne de Zigliara
Pour plus de détails, voir Fiche technique et Distribution.
L'Âne de Zigliara, sous-titré Une drôle de bourrique, est un film français réalisé par Jean Canolle, sorti en 1971 avec Jean Lefebvre et Tino Rossi dans les rôles principaux.

## Synopsis
L'action se déroule dans un petit village corse de la vallée du Taravo. Un conflit apparaît entre deux villageois qui revendiquent la propriété d'un âne. Aucun des deux intéressés ne reconnaissant les droits de l'autre, le litige est porté en justice, une expertise est ordonnée, sans pour autant permettre au juge de paix, saisi de l'affaire, de résoudre le litige. Au rang des péripéties, on peut signaler que l'un des protagonistes sollicitera l'intervention du chanteur Tino Rossi (qui joue son propre rôle), afin qu'il obtienne qu'un député de sa parentèle pèse de son influence sur le cours de la justice, mais c'est finalement une idée de génie, digne de celles dont le roi Salomon détenait le secret, qui permettra de résoudre le mystère de la propriété de l'âne de Zigliara : l'animal fut laissé libre de divaguer à sa guise, afin que de lui-même, il puisse rejoindre le champ de son véritable propriétaire. Assez réussi, quoi que les acteurs choisis aient un accent provençal assez éloigné de celui des insulaires, le film moque affectueusement le tempérament passionné des Corses et le jusqu'au-boutisme dont ils sont capables dès lors qu'ils estiment que leur honneur est en jeu.[réf. nécessaire]

## Fiche technique
- Titre : L'Ane de Zigliara, une drôle de bourrique
- Réalisation : Jean Canolle
- Scénario, adaptation : Pierre Pasquini
- Dialogues : Pierre Pasquini
- Producteurs délégués : Guy Lacourt
- Musique : Jean Bernard
- Directeur de la photographie : Pierre Petit
- Décors : Raymond Gabutti
- Montage : Germaine Lamy
- Ingénieur du son : Jean-Roger Bertrand
- Sociétés de distribution : Les Films Copernic (Paris), Comacico, Studiocanal
- Pays d'origine : France
- Langue : français
- Format : couleur - 2,35:1 - Son mono - 35 mm
- Genre : comédie
- Durée : 104 minutes (1 h 44)
- Dates de sortie :
  - France : 3 septembre 1971

## Distribution
- Jean Lefebvre : Gégé
- Tino Rossi : propre rôle
- Eliane Maazel : Maddalena
- Jacques Astoux : Dominique
- Régine Ginestet : Lina
- Maurice Chevit : le maire de Sainte-Marie
- Jean Franval : le maire de Zigliara
- Pascal Mazzotti : le juge Cyprien
- Jean-Paul Moulinot : l'évêque
- François Leccia : Marc
- Albert Michel : le curé
- Roger Crouzet : Simon Pieri
- Pierre Mirat : Achille Lambrosi
- Jacques Préboist : le commis du greffe
- Jean Daniel : le juge Ménard
- Folco Lulli
- Georges Blaness
- Marie Cecora
- René Clermont
- Raoul Curet
- Louis Falavigna
- Jean Luisi
- Guy Marly
- Jean Raymond
- Laurent Rossi
- Anne Roudier
- Lilia Vetti

## Autour du film
Dans ce film Une drôle de bourrique, baptisé pendant le tournage L'Âne de Zigliara, titre qu'il retrouvera lors d'une sortie V.H.S. en 1993, Tino Rossi joue son propre rôle et, accompagné à la guitare par Antoine Bonelli, chante Mon pays, de Jean Bernard et Robert Ripa.